# 2008年夏季残疾人奥林匹克运动会黑山代表团
2008年夏季残疾人奥林匹克运动会黑山代表团是黑山派出的2008年夏季残疾人奥林匹克运动会代表团。未获得奖牌。